# انتسو سرافین
انتسو سرافین (ایتالیایی: Enzo Serafin؛ زادهٔ ۱۹۱۲ در ونیز – درگذشتهٔ ۱۹۹۵) فیلم‌بردار اهل ایتالیا بود.
او با کارگردانان نامداری همچون «میکل‌آنجلو آنتونیونی»، «روبرتو روسلینی» و «لوئیجی زامپا» همکاری داشت و در سال ۱۹۵۳ برندهٔ جایزه روبان نقره‌ای گردید.

## گزیدهٔ آثار

### سینما
- فراتر از قانون (۱۹۶۸)
- طبقه هفتم (۱۹۶۷)
- هفت گناه کبیره (۱۹۶۲)
- ما، زنان (۱۹۵۳)
- زن اغواگر (۱۹۵۱)
- فرزند شب (۱۹۵۰)
- آن دختر اهلِ لوثملا (۱۹۴۹)
- برخورد غیرمنتظره (۱۹۴۸)
- وقتی فرشتگان می‌خوابند (۱۹۴۷)

### تلویزیون
- جزیره اسرارآمیز (۱۹۷۳)